# 玄鎮健
玄鎮健（げん・ちんけん、ヒョン・ジンゴン、朝鮮語: 현진건、1900年9月12日〈陰暦8月9日〉 - 1943年4月25日〈陰暦3月21日〉）は、朝鮮の小説家である。本名は玄鎭健。号は憑虚（ピョンホ）。本貫は延州玄氏。短編小説を主とし、約20編の短編と3編の長編を残した。

## 略歴
玄鎮健は1900年9月12日、慶尚北道大邱に生まれた。4人兄弟の四男であり、父は郵便局長の玄慶運である。三兄の玄鼎健は上海の大韓民国臨時政府で活動中に日本官憲に逮捕され、平壌の監獄で獄死した。この兄の妻も後を追って自殺しており、玄鎮健は兄から強い影響を受けていたとされる。
1912年、12歳で日本に渡り、東京の成城中学校に入学。1917年に卒業して帰国した。翌1918年には上海に渡り、滬江大学のドイツ語専門部に入学し、1920年に帰国した。

## 文壇活動
玄鎮健が文壇に登場したのは、父の従兄弟である玄僖運の紹介により、1920年に雑誌『開闢』（11号）に掲載された「犠牲花」である。しかしこの作品は習作の域を出ないものであったため、一般的には「貧妻」が玄鎮健の処女作とみなされている。「貧妻」が高い評価を得たことで、徽文学校出身の青年グループである朴鍾和、羅彬、洪思容、李相和、朴英熙らと共に雑誌『白潮』の同人となり、「酒を勧める社会」や「堕落者」などを発表した。その文才は廉想渉に激賞されるほどであった。
1920年には朝鮮日報社に入社し、その後1925年には東亜日報社に移籍した。1936年、東亜日報の社会部長であった玄鎮健は、ベルリンオリンピックのマラソンで優勝した孫基禎の写真から日章旗を抹消した事件（日章旗抹消事件）に関与したとして起訴され、約1年間の獄中生活を送った。出獄後、言論界を去った。
玄鎮健は積極的に抗日運動には関わらなかったものの、日本人との交流を避け、朝鮮人との親睦を深めたとされる。兄の獄死も影響し、彼は最後まで反日思想を固く守った。1943年4月25日、死去した。

## 年譜
- 1900年9月12日：慶尚北道大邱に生まれる。
- 1912年：渡日し、成城中学校に入学する。
- 1915年：李順得と結婚する。
- 1917年：成城中学校を卒業する。
- 1918年：上海の滬江大学ドイツ語専門部に入学する。
- 1919年：帰国し、ソウルの鍾路区寛勲洞52番地に移り住む。
- 1920年：朝鮮日報社に入社する。
- 1921年：『白潮』の同人となる。
- 1923年：『東明』の同人となる。
- 1924年：三兄の鼎健が検挙される。
- 1925年：娘の和寿が生まれる。東亜日報社に入社する。
- 1926年：鼎健が獄死する。
- 1936年：日章旗抹消事件で起訴され、1年間服役する。
- 1937年：出獄し、西大門区付岩洞325番地に転居する。
- 1941年：養鶏を始める。
- 1943年4月25日：逝去。

## 作品一覧

### 短編
- 犧牲花（1920年）
- 貧妻（1920年）
- 술 勸하는 社會（1921年）
- 墮落者（1922年）
- 蹂躪（1922年）
- 지새는 안개（1923年）
- 할머니의 죽음（1923年）
- 까막잡지（1923年）
- 그립은 흘긴 눈（1924年）
- 운수좋은 날（1924年）
- 불（1924年）
- B舍監과 러브레터（1924年）
- 새빨간 웃음（1925年）
- 私立精神病院院長（1925年）
- 新聞紙와 鐵窓（1926年）

### 長編
- 赤道（1940年）
- 黑齒常之（1940年 - 、未完）
- 無影塔（1941年）

## 日本語で読める作品
- 青山秀夫訳「幸運な日」『朝鮮短篇小説選集』大学書林、1981年。
- 三枝壽勝訳「運の良い日」『朝鮮短篇小説選』岩波書店、1984年。
- 梁民基訳「故郷」『20世紀民衆の世界文学』三友社出版、1990年。
- 金学烈訳「故郷」『朝鮮幻想小説傑作集』白水社、1990年。
- 安宇植訳「火」『集英社ギャラリー世界の文学20 中国・アジア・アフリカ』集英社、1991年。
- ONE KOREA 翻訳委員会編「Ｂ舎監とラブレター」『そばの花の咲く頃　日帝時代民族文学対訳選』新幹社、1995年。
- 白川豊訳「おばあさんの死」『朝鮮近代文学選集』平凡社、2006年。
- 鳥生賢二訳『玄鎮健短篇集－運のいい日』槿蘭文化社、2008年。
  - 所収作品：「故郷」「運のいい日」「貧妻」「ピアノ」「酒を勧める社会」「B舎監とラブレター」「目隠し鬼」「火事」「私立精神病院」「祖母の死」
- 木村邦博訳「無影塔」『無影塔』Amazon Kindle電子書籍、2016年。